# Onoreidium howdeni
Onoreidium howdeni är en skalbaggsart som beskrevs av Ferreira och Maria Helena M. Galileo 1993. Onoreidium howdeni ingår i släktet Onoreidium och familjen bladhorningar. Inga underarter finns listade i Catalogue of Life.